# 投票権法 (1965年)
1965年投票権法（英語：Voting Rights Act of 1965）は、アメリカ合衆国議会（連邦議会）で成立し、投票時の人種差別を禁止したことで一時代を画した法律である。1965年8月6日に公民権運動の高まりの中でジョンソン大統領が署名して法制化された。連邦議会はその後5度に渡って法律の修正を行い、その保護範囲を拡大した。憲法修正第14条と修正第15条によって保証された投票権を確保するために考案され、国内全体で特に南部における人種的少数者の投票権を確保した。司法省によれば、国内で法制化された公民権法の中でも最も実効力あるものと考えられている。

## 概説
この法には選挙管理を規定する多くの条項が含まれている。この法の「一般条項」は投票権に対する全国的な保護を規定している。その第2節は、アメリカ合衆国各州と地方政府が、人種あるいは言語的少数者に対する差別に繋がる投票に関する法を執行することを禁じる一般条項である。その他の一般条項は、昔から人種的少数者を締め出すために使われてきた識字試験やそれに類似する手段を具体的に違法とするものである。
この法には、特定の司法管轄区域にのみ適用される「特殊条項」も含んでいる。その中核となる特殊条項は第5節事前点検要件であり、特定の司法管轄区域が、アメリカ合衆国司法長官あるいはワシントンD.C.に対するアメリカ合衆国地区裁判所から、投票法の変更を行っても保護された少数者に対する差別にならないと、事前の承認を得ることなく、投票に影響する変更を実行することを禁じるものである。もう一つの特殊条項として、その人口の中にかなりの数の言語的少数者を含む司法管轄区域は、2言語の投票用紙などの選挙用具を備えることを求めている。
第5節とその他特殊条項の大半は、第4節(b)に述べられる公式範囲（coverage formula）によって包含される司法管轄区域に適用される。この「公式範囲」は当初、1965年にとんでもない投票差別を行った司法管轄区域を含むよう考案され、連邦議会はその公式範囲を1970年と1975年にも更新した。2013年の「シェルビー郡対ホルダー事件」において、連邦最高裁判所はこの公式範囲を違憲だとして無効と判断した。その理由は現在の状態にもはや対応できないとするものだった。最高裁判所は第5節を無効と判断しなかったが、「公式範囲」が無ければ、第5節は執行できない。

## 背景

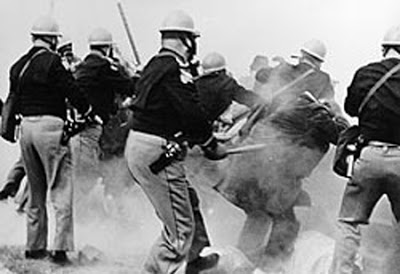
血の日曜日事件（セルマからモンゴメリーへの行進）の時に投票権を求めた行進者を攻撃するアラバマ州警官（1965年3月1日）

アメリカ合衆国憲法が批准された当初、各州には州民の選挙権資格を決める際の完全な裁量権を認めていた:50。南北戦争後、憲法に3つの修正条項（レコンストラクション修正と呼ばれる）が批准され、その裁量権を制限した。すなわち憲法修正第13条（1865年）は奴隷制度を禁止した。同第14条（1868年）は、「合衆国で生まれ、あるいは帰化した者」には誰でも市民権を認め、あらゆる人に適正手続きと平等に保護される権利を保障した。同第15条（1870年）は、「アメリカ合衆国市民の投票する権利は、人種、肌の色あるいは以前に従属していた状態を理由として、アメリカ合衆国あるいは如何なる州によっても否定されず、あるいは制限されてはならない」としていた。これら修正条項は連邦議会が「適切な法」によってその条項を執行する権限も認めた。
連邦議会はレコンストラクション修正条項を執行するために、1870年代に執行諸法を成立させた。これらの法は市民の投票権を妨害することを犯罪だとし、有権者登録など選挙の手続きを連邦政府が監督することとした:310。しかし1875年、アメリカ合衆国最高裁判所は、「アメリカ合衆国対クルークシャンク事件」や「アメリカ合衆国対リーズ事件」の判決でこれら諸法の一部を違憲だとして無効の裁定を下した:97。レコンストラクション時代が1877年で終わった後、これら法の執行は一定しないものとなり、1894年に連邦議会はそれら規定の大半を撤廃した:310。
レコンストラクション時代やその後、南部諸州は人種的少数者から選挙権を取り上げることを求めた。1868年から1888年に南部全体で不正選挙や暴力行為がアフリカ系アメリカ人の投票を抑圧した。1888年から1908年に南部諸州はジム・クロウ法を法制化することで、選挙権取り上げを合法化した。州憲法を書き直し、識字試験・人頭税・不動産所有要件・道徳的性格試験など様々な投票を制限する法を成立させた。その他に有権者登録を行う者は特別な文書を理解しなければならないとか、投票者の祖父が投票したことがあれば、不適格な者も投票を認める祖父条項があった。この祖父条項は、祖父が奴隷であったり、そのほか不適格とされていた多くのアフリカ系アメリカ人は、当然ながら対象外とされた。この期間、最高裁判所は概して人種的少数者を差別する動きを支持した。1903年の「ジャイルズ対ハリス事件」の判決では、憲法修正第15条があったにも拘わらず、各州に人種的少数者の選挙権登録を強制する救済権限を司法は持っていないと裁定した:100。
1950年代に公民権運動が連邦政府に人種的少数者の投票権を保護するよう圧力を増して行った。1957年に連邦議会はレコンストラクション時代以来となる投票権法である1957年公民権法を成立させた。この法律では司法長官が憲法修正第15条の権利を剥奪された人のために、差し止めによる救済を求めることができるようにした。また訴訟によって公民権を執行するために司法省の中に公民権局を創設した。さらに公民権委員会を創設し、投票権剥奪の場合の捜査を行えるようにした。1960年公民権法では連邦裁判所が審査官を指名し、人種的少数者に対して投票権に関する差別を実行している司法管轄区域における有権者登録を行わせることを認め、さらなる保護の施策が採られた。
これらの法律は連邦の投票権の侵害について裁判所が是正する権限を与えたが、厳密な法的基準があり、司法省が訴訟をうまく追及するのを難しくしている。例えば識字試験を行っている州に対して、差別訴訟で勝つために人種的少数者の有権者登録を断られたことを、白人の受領された有権者登録と比較して証明する必要がある。これには州内の各郡において数多い申請書を比較することとなり、数か月を要することもある。この司法省の動きは人種的少数者の有権者登録書を置き忘れてしまったと主張したり、選挙人名簿から登録されていた人種的少数者の名前を除去してしまったり、有権者登録が終わったので辞任するという地方の選挙担当役人による抵抗によってさらに妨げられた。さらに、アメリカ合衆国地区裁判所判事の多くが人種的少数者の選挙権付与に反対していたので、司法府が救済する前に何度も訴訟に訴える必要があった。かくして1957年から1964年の間に南部におけるアフリカ系アメリカ人の有権者登録比率は、司法省が投票権に関する訴訟を71件提起したにも拘わらず、小さなままに留まっていた:514。
連邦議会は1964年公民権法を成立させることで、公的な施設・公共サービスにおいて人種的少数者に対する差別の横行に対応した。同法には投票権の保護も幾つか入っている。登録官は各投票者に書くことの識字試験を平等に管理することと、小さな誤りのある申請書を受領するように求めている。また6年生の教育を受けた者なら十分に投票できるだけの識字能力があるという「反証を許す推定」を創造した:97。しかし、公民権運動指導者からのロビー活動があったにも拘わらず、この法は投票時の差別の大半の形態を禁じることはなかった:253。リンドン・B・ジョンソン大統領はこれを認識しており、民主党が議会の両院で圧倒的多数を獲得した1964年総選挙の直後に、自ら司法長官のニコラス・カッツェンバックに、「貴方ができる限り最大にいまいましくタフな投票権法」を起草するよう指示した:48–50。しかし、ジョンソンは当時公然とその法制化を進めてはいなかった。彼のアドバイザーは、議会が1964年公民権法を通した直後に投票権法を活発に推進する際の政治的なコストを警告しており、ジョンソンは投票権法を提案することが議会における南部民主党員を怒らせることで、当時進めていた「偉大な社会」改革を危険に曝すことになるのを心配していた:47–48, 50–52。
1964年の選挙に続いて、南部キリスト教徒指導者協議会や学生非暴力調整委員会など公民権運動組織は、人種的少数者の投票権を保護するために連邦政府の行動を促した:254–255。その動きはアラバマ州、特に郡保安官ジム・クラークの警察部隊が暴力を用いてアフリカ系アメリカ人の有権者登録の動きに抵抗したセルマ市での抗議で盛り上がった。学生非暴力調整委員会のジェイムズ・フォアマンは、セルマでの投票権獲得推進について次のように語った。
我々の戦略は常にあるように、逮捕の事例があるようなときに連邦政府が干渉するようにさせることであり、もし干渉しなければ、何もしないことは政府が我々の側に付いていないことを再度示すことであり、こうして黒人の間の大衆の意識を開発することである。この推進運動の我々のスローガンは「一人一票」である。:255
1965年1月にキング牧師、ジェイムズ・ベベルなど公民権運動の指導者達がセイラムで幾つかのデモ行動を組織し、それが警官との暴力的な衝突に繋がった。それら行進は全国紙で取り上げられ、投票権の問題に注意を惹きつけた。キングなどデモ参加者が、2月1日の行進のときに反パレード条例に違反したとして逮捕された。このことで、その後の日々にも同様な行進が行われ、さらに多くの者が逮捕された:259–261。2月4日、公民権運動指導者のマルコム・Xがセルマで攻撃的な演説を行い、多くのアフリカ系アメリカ人はキングの非暴力戦術を支持しないと訴えた:262。彼は後に、白人を脅してキングを支持させようとしたと語っていた:69。翌日、キングが釈放され、投票権について記した『セルマ監獄からの手紙』が「ニューヨーク・タイムズ」に掲載された:262。国民の関心がセルマと投票権に向けられるに連れて、ジョンソン大統領は投票権法の法制化を遅らせるという判断を覆し、2月6日、議会に提案を行うと宣言した:69。しかし提案の内容や、いつ議会に提出するかは明らかにしなかった:264。
2月18日にアラバマ州マリオンで、夜間の投票権を訴える行進に州兵が暴力的に分け入り、士官のジェイムズ・ボナード・ファウラーが若いアフリカ系アメリカ人抗議者ジミー・リー・ジャクソンを銃で撃って殺害した。ジャクソンは武装しておらず、その母を保護していた:265。この事件に喚起され、さらにベベルの呼びかけにより:267:81–86、3月7日に南部キリスト教徒指導者協議会と学生非暴力調整委員会が、セルマ住人がアラバマ州の州都まで進む「セルマからモンゴメリーへの行進」を始めた。これは投票権の問題を訴え、ジョージ・ウォレス州知事にその憤懣を表明するためだった。この最初の行進では、セルマに近いエドマンド・ベタス橋で馬に乗った州兵や郡の警察がデモ行進者を停止させた。警官は群衆に向かって催涙弾を発砲し、抗議者を手荒に取り扱った。その現場の映像がテレビ放送され、この事件は『血の日曜日』と呼ばれるようになって全国的な憤懣を生んだ:515。
セルマでの事件の後、ジョンソン大統領は3月15日にテレビ放送された議会合同委員会で演説を行い、広範な投票権法を成立させることを訴えた。その演説の最後を「我々は打ち勝つ」 (we shall overcome) という言葉で締め、それが公民権運動の主要テーマとなった:278。ジョンソンが提案した法は1965年投票権法と呼ばれることになるが、その2日後に議会に提出され、この日は連邦軍に保護された公民権運動の指導者達が、25,000人の民衆を率いてセルマからモンゴメリー市への行進を行った:516:279, 282。

## 法制化の経過

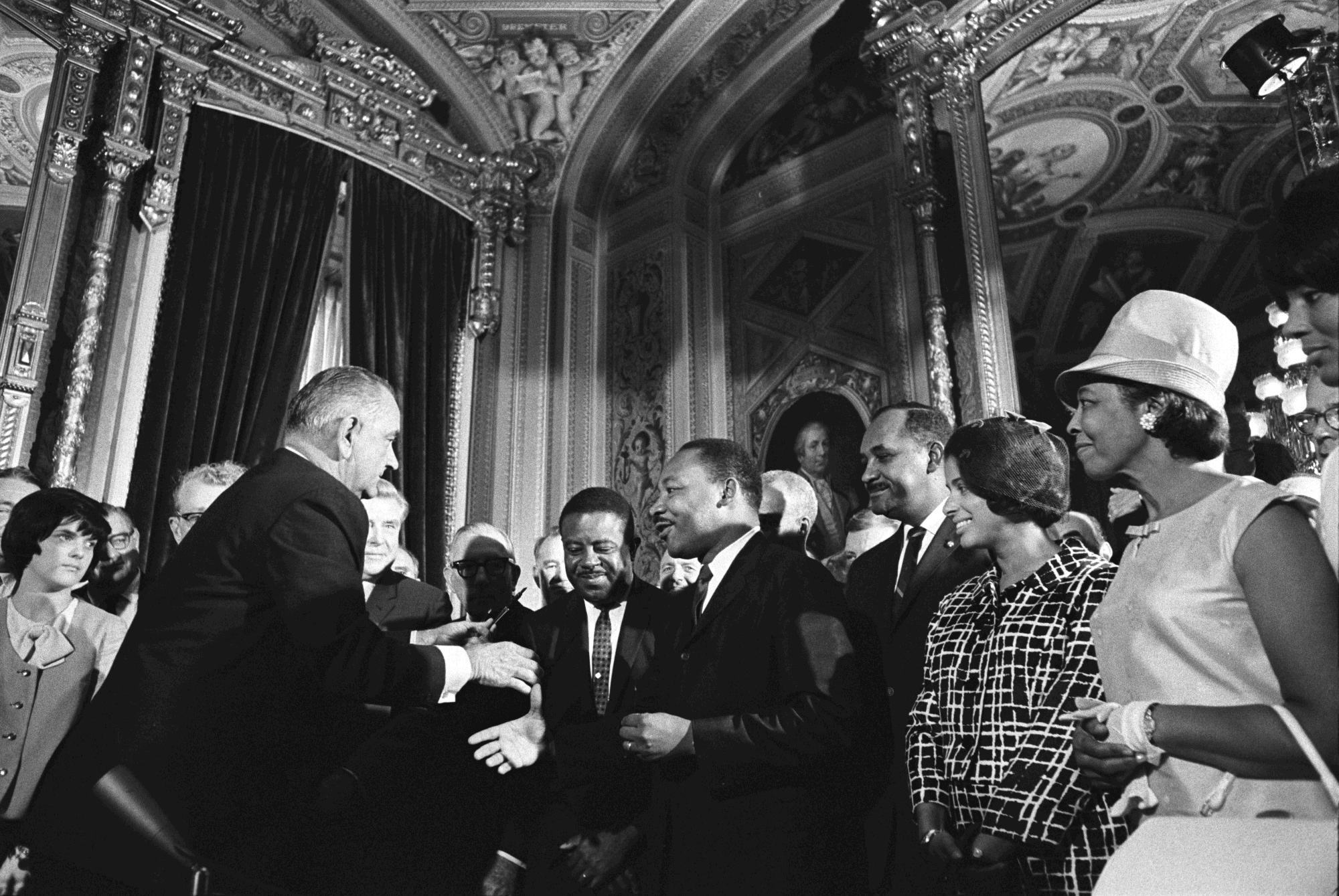
1965年投票権法に署名したリンドン・B・ジョンソン（左手前）と、マーティン・ルーサー・キング・ジュニア（中央左向き）、1965年8月6日

### 当初の法案

#### 上院
1965年投票権法は1965年3月17日にS. 1564という記号で上院に提案され、マイケル・マンスフィールド上院多数党院内総務（民主党–モンタナ州）と少数党院内総務エヴァレット・ダークセン（共和党–イリノイ州）の共同提案となった。どちらも司法長官のカッツェンバックと共に法案の言葉遣いなどを決めた。1964年の上院議員選挙の後で、民主党は両院の3分の2以上の議席を占めていたが:49、ジョンソンは、南部の民主党員が他の公民権運動に反対していたので、その議事妨害を心配していた。ダークセンを誘って共和党の支持を取り付けられるようにしていた。ダークセンは当初、1964年公民権法を支持した直後には投票権法を支持するつもりではなかったが、セルマでの血の日曜日における警官の暴力を知った後は「革命的」法を快く受け入れる考えを表明していた:95–96。カッツェンバックが法案を起草するのを援助するダークセンの重要な役割があったので、非公式だが「ダークセンバック」法案と呼ばれるようになった:96。マンスフィールドとダークセンが法案を提出した後、他に64人の上院議員がそれを支持すると表明した:150。その内訳は民主党員46人、共和党員20人であり、法案を支持すると署名した。
この法案には特定の州や地方政府を標的にした幾つかの特殊規定があった。「公式範囲」(coverage formula) は、同法の他の特殊規定にどの司法管轄区域が該当するかを決めた（範囲となる司法管轄区域）。「事前点検要件」は、範囲となる司法管轄区域が司法長官あるいはワシントンD.C.に対するアメリカ合衆国地区裁判所から、投票法の変更を行っても差別にならないという、事前の承認を得ることなく、投票法に対する変更を実行することを禁じた。範囲となる司法管轄区域において識字試験のような「試験あるいは仕組み」を中断することも入っていた。この法案は、有権者登録を検証する連邦検査官の任命を認めてもおり、とんでもない投票差別を行ったことが分かった司法管轄区域に対しては、選挙を監視する連邦監察官の任命も認めていた。この法案はこれら特殊規定を5年後に失効するとも決めていた:319–320:520, 524:5–6。
「公式範囲」の適用される範囲は議会での激しい議論の対象となった。公式範囲は、(1）司法管轄区域が1964年11月1日時点で「試験あるいは仕組み」を実行しており、(2）その区域の有権者年齢人口の50%未満が1964年11月1日の選挙で投票できるよう登録されていたか、1964年11月の大統領選挙で投票したか、であれば対象とされた:317。その範囲はディープサウス以外でも幾つかの司法管轄区域に及んだ。この法案が不公平に南部の司法管轄区域を標的にしていると感じる議員を宥めるために、全国的に適用される投票時の人種差別を禁じる一般条項も含んでいた:1352。また、範囲にあるとされた司法管轄区域を範囲から外す「救済措置」 (bail out) を認める条項もあった。それは、差別の目的で「試験あるいは仕組み」を使わなかった、あるいは救済要請に先立つ5年間で差別効果があるように使わなかったことを、連邦裁判所で証明することで可能となった:6。さらにこの法案は、差別では範囲に入っていなかった司法管轄区域に、連邦裁判所が特別条項に含まれる手段を課すことができる「組み込み」 (bail in) 条項も入っていた:2006–2007。
この法案が提出されてから間もなく、マンスフィールドとダークセンは、この法案を司法委員会に掛ける動議を提案した。この法案は先ず上院司法委員会で検討されることになったが、その委員長であるジェイムズ・イーストランド（民主党-ミシシッピ州）は委員となっている南部上院議員数人と共に法案に反対した。マンスフィールドはこの法案が委員会で廃案となるのを防ぐために、4月9日までに委員会から本会議に提出するよう求める動議を提案し、上院では賛成67票対反対13票という圧倒的多数で可決された:150。委員会での検討中に、テッド・ケネディ上院議員（民主党-マサチューセッツ州）が、法案を修正して、人頭税を禁止するようにした。アメリカ合衆国憲法修正第24条は1年前に批准・成立して、連邦選挙で人頭税の使用を禁じていたが、ジョンソン政権と法案の提案者は、裁判所が違憲だという根拠で法案を無効と判断することを恐れていたので、法案に「州」の選挙における人頭税禁止の条項を含めていなかった:521:285。さらに、「試験あるいは仕組み」の定義から人頭税を除外することで、公式範囲はテキサス州やアーカンソー州を含めず、この2州の影響力ある議員団からの反対を和らげる意図があった:521。それにもかかわらず、リベラル派の支持もあって、ケネディの人頭税を禁じる修正は、賛成9票反対4票で採用された。これに反応してダークセンは、少なくとも有資格者の60%が有権者登録している州、あるいは前回大統領選挙で全国平均を上回る投票率だった州を公式範囲から除外する修正を提出した。この修正は、事実上ミシシッピ州を除いて全ての州を範囲から外すものであり、リベラル派の委員3人が欠席している間の委員会で成立した。ダークセンは、人頭税が外されれば修正を撤回することも提案した。最終的には4月9日に、委員会の票決は賛成12票反対4票で、推薦事項も無く、本会議に上程された:152–153。
4月22日、上院本会議でこの法案に関する議論が始められた。ダークセンが先ずこの法案を推薦する演説を行い、「憲法修正第15条の明確な規定を執行し実効あるものにするならば、またアメリカ独立宣言が真に意味あるものとするならば、法制化が必要である」と述べた:154。ストロム・サーモンド上院議員（共和党-サウスカロライナ州）が、この法案は「暴政と専制」に繋がるものであると反論し、サミュエル・アービン上院議員（民主党-ノースカロライナ州）は、この法案がアメリカ合衆国憲法第1条第2節に規定される投票者資格を決めた州の権限を奪うものであるので、また法案の特別条項が特定の司法管轄区域を標的にしているので、違憲であると論じた。5月6日、アービンが、公式範囲の自動適用を廃止し、その代わりに連邦裁判所判事が有権者登録を管理する検査官を指名するという修正を提案した。この修正案に対して、民主党員42人、共和党員22人が反対票を投じ、全くの失敗に終わった:154–156。長々しい議論が行われた後の5月11日、テッド・ケネディの人頭税禁止修正案も賛成45票、反対49票で廃案となった。しかし、上院は、範囲に入っていようと入っていまいと、人頭税の使用に挑戦しようといういかなる司法管轄区域も、司法長官が訴訟に訴えることを認める規定を入れることに合意した:156–157:2。ロバート・ケネディ上院議員（民主党-ニューヨーク州）が、英語を主たる言語としない学校で少なくとも6年生までの教育課程を終えた、英語を話せない住民に選挙権を与えるという修正提案を行い、賛成48票、反対19票で採用された。南部の議員団は法案の効力を弱めるための一連の修正を提案したが、いずれも採用されなかった:159。
投票権法案に対する議事妨害は24日間続いた。その間その法案が違憲であると主張し、南部に対する懲罰であると宣言した。議論が始まって3週目に、ダークセンとマンスフィールドは、この法案について評決を行う方法を探索し始めた。密かに議員に探りを入れており、5月21日、この法案の議事進行係であるフィリップ・A・ハート（民主党-ミシガン州）が討論終結の請願を始め、それに民主党員29人と共和党員9人が署名した。5月25日、討論終結の票決は賛成70票、反対30票で成立し、議事妨害の恐れを打ち消し、法案に関するそれ以上の討論を制限した。5月26日、上院はこの法案を賛成77票（民主党47票、共和党30票）、反対19票（民主党16票、共和党2票）で可決した。南部州選出の議員のみが反対票を投じた:161。

#### 下院
1965年3月18日にH.R. 6400という記号で、下院司法委員会委員長のエマヌエル・セラー下院議員（民主党-ニューヨーク州）が、法案を下院に提出した。この時77歳のセラー委員長は、アフリカ系アメリカ人の投票を妨害する者は「粉砕され罰せられなければならない」と述べ、この法の成立を阻む行為は「もってのほかの」ことであると言った。下院はこの法案を上院よりも緩りと議論し、下院司法委員会は5月12日に法案を承認したが、6月1日まで本会議に上程しなかった。委員会の共和党幹部であるウィリアム・マカロック（共和党-オハイオ州）は概して投票権を拡張することを支持したが、人頭税と公式範囲の双方には反対しており、委員会では法案への反対勢力を率いた:162。法案が上程されたときには、小委員会からの2つの修正が加えられていた。すなわち、投票権を妨害した民間人に対する罰則と、あらゆる人頭税の禁止だった。人頭税の禁止は下院議長ジョン・マコーマックの支持を得ていた。この法案は次に議事運営委員会で審議され、その委員長ハワード・W・スミス（民主党-バージニア州）は法案に反対し、その検討を6月24日まで引きのばしたが、このときセラーが法案の審議打ち切りの手続きを始めた。スミスは法案支持者からの圧力を受け、1週間後に委員会を通過させることとし、下院本会議は7月6日に法案の審議を始めた:163。
マカロックは投票権法を廃案にするために、代案、H.R. 7896を提案した。この代案では、ある司法管轄区域について差別に関する重大な苦情25件を受けた後で司法長官が連邦登録官を指名すること、6年生の教育を受けたことを示せた人に対して識字試験を全国的に禁止することが入っていた。マカロックの法案は、下院少数党院内総務のジェラルド・R・フォード（共和党-ミシガン州）との共同提案であり、投票権法の代案として南部民主党員に支持された:162–164。ジョンソン政権はH.R. 7896を、投票権法成立に対する重大な脅威だと見ていた。しかし、ウィリアム・M・タック議員（民主党-バージニア州）が、投票権法はアフリカ系アメリカ人が合法的に投票することを確保することになるので、H.R. 7896の方を好むと公言した後で、代案に対する支持が消失した。タックの声明が代案支持者の大半に嫌気を持たせ、7月9日に行われた票決では、賛成171票、反対248票で否決された。下院は続いてH.R. 6400本案に対する修正14項目を検討したが、通したのは3件のみであり、法案の本質を変えるものではなかった。その夜遅く、州と地方の選挙における人頭税の禁止を付加した投票権法を、賛成333票（民主党221票、共和党112票）、反対85票（民主党61票、共和党24票）で成立させた:163–165。

#### 両院協議会
両院は下院と上院で成立した法案の違いを調節するために両院協議会を指名した。大きな論点は人頭税に関する条項だった。上院が可決した法案には司法長官が人頭税を差別のために使った州を訴えることを認める条項が入っており、一方下院で成立した法案では、直接人頭税を禁止していた。当初、協議会のメンバーは行き詰まった。妥協点を探るために司法長官のカッツェンバックは、人頭税そのものが違憲であると明白に主張する法案を書き、司法省に人頭税を続ける州を訴えるよう指示した。リベラル派の協議会議員がこの規定には十分な強さが無いと憂慮するのを宥めるために、カッツェンバックはマーティン・ルーサー・キング・ジュニアの援助を求め、キングはこの妥協案に対する支持を表明した。このキングの支持表明が行き詰まりを終わらせ、7月29日、協議会は独自の法案を上程した:166–167。下院では協議会案を8月3日に、賛成328票（民主党217票、共和党111票）、反対74票（民主党74票、共和党20票）で可決した。上院は8月4日に、賛成79票（民主党49票、共和党30票）、反対18票（民主党17票、共和党1票）で可決した:167。8月6日、ジョンソン大統領が国会議事堂で法案に署名して法となり、キング、ローザ・パークス、ジョン・ルイスなど公民権運動の指導者達が同席した:168。

### 修正

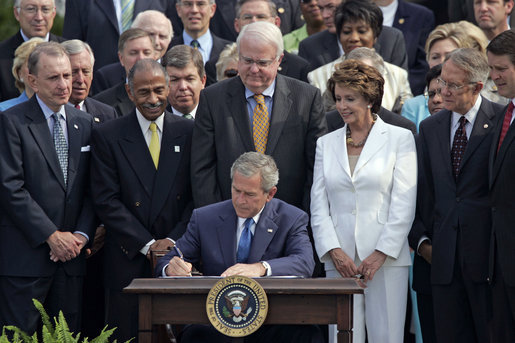
投票権法の修正に署名するジョージ・W・ブッシュ大統領、2006年7月

連邦議会は1970年・1975年・1982年・1992年・2006年の5回、投票権法の大きな改定をしてきた。それぞれの改定は法の特別条項の幾つかあるいは全てが失効する時期が差し迫ったことに合わせて行われた。最初の失効は1970年に設定されており、議会は選挙での差別が続いているという認識で、特殊条項を繰り返し再承認した:209–210:6–8。議会はそれに結びつく公式範囲と特殊条項を延長した。すなわち第5節の事前点検要件は1970年の場合は5年、1975年の場合は7年、1982年と2006年の場合は25年に修正した。1970年と1975年、公式範囲の及ぶ範囲を、新しく1968年と1972年を最初の年月として補うことで拡張もした。1975年には「試験あるいは仕組み」の意味を、選挙人名簿のような選挙に関する情報を英語のみで提供した司法管轄区域に及ぶように拡大したときに、範囲が拡大された。その条件として、その司法管轄区域にいる選挙年齢人口の5%以上を占める単一少数言語集団がある場合とされた。これらの拡大によって多くの司法管轄区域を範囲に含むようになり、南部以外でも多かった。再承認された特殊条項の負荷を和らげるために、議会は1982年に、司法管轄区域が法に適合し、少数派の政治参加を拡大する行動を肯定的に行うことで、範囲となることを免れることを可能にして、救済手続きを緩和した:523。
当初の特殊条項を再承認し、適用範囲を拡大したことに加え、議会は法に幾つか他の条項を修正追加した。例えば、最初の「試験あるいは仕組み」の禁止を、1970年に全国的なものに適用し、1975年にはそれを恒久的な禁止にした:6–9。これとは別に1975年、法の適用範囲を投票における差別から、言語的少数者の保護に拡大した。「言語的少数者」は「アメリカン・インディアン、アジア系アメリカ人、アラスカ先住民あるいはスペインの血筋を引く者」を意味すると定義した。事前点検要件や第2節の差別的投票の一般的禁止法のような様々な条項は、言語的少数者に対する差別を禁止するように修正した:199。第203節では、英語を話せない言語的少数者が多い特定司法管轄区域の選挙担当役人が、言語的少数者の言語で投票用紙や選挙情報を提供することを求める、2言語選挙要件も法制化した。これは当初10年後に失効することになっていたが、1982年に7年間として第203節を再承認し、さらに1992年には15年間、2006年には25年間として再承認していった:19–21, 25, 49。2言語選挙要件は議論の対象となったままであり、推進者は、2言語による支援が帰化したばかりの市民の投票を可能にするために必要であると論じ、反対者は、2言語選挙要件が費用の掛かる「手当の無い命令」だと論じている:26。
修正の中の幾つかは、議会が合意できなかった裁判所判断に反応したものだった。1982年、議会は1980年に最高裁判所が裁定した「モービル市対ボールデン事件」を覆すために法を修正した。その判決は、法の第2節に述べられている一般的投票差別禁止が、「目的を持った」差別のみを禁じているとしたものだった。議会は、投票のやり方が差別目的のために法制化されようとまた運営されようと、差別の「効果」がある投票法を明確に禁止するように、第2節を拡大した。この「結果試験」の創設により、この法の下でもたらされる投票弱体化訴訟の大半が、事前点検訴訟から第2節訴訟に代わった:644–645。2006年、議会は、「リノ対ボージャー郡教育委員会事件」（2000年）と「ジョージア州対アシュクロフト事件」（2003年） の2件の最高裁判所判決を覆すために法の修正を行った。「リノ対ボージャー郡教育委員会事件」では、第5節の事前点検要件を、差別目的ではなく「退行的」差別目的のために実行し、あるいは維持されている投票の変更のみを禁じていると解釈するものだった。「ジョージア州対アシュクロフト事件」は、選挙区再編計画が、少数民族集団が好む候補者を選ぶことができるかどうかのみを評価するよりも、第5節の下で容認できない効果を持っているかを判断するために幅広い試験を定義したものだった:207–208。2014年、投票権修正法が議会に提案され、新しい公式範囲を創設し、また「シェルビー郡対ホルダー事件」(2013年)に対する最高裁判決に反応して様々な条項を修正した。この判決は公式範囲を違憲であるとして無効と判断していた。これは2015年2月11日に憲法および民事司法議会小委員会に提案されたが、同年中には何の行動も起こされなかった。

## 条項

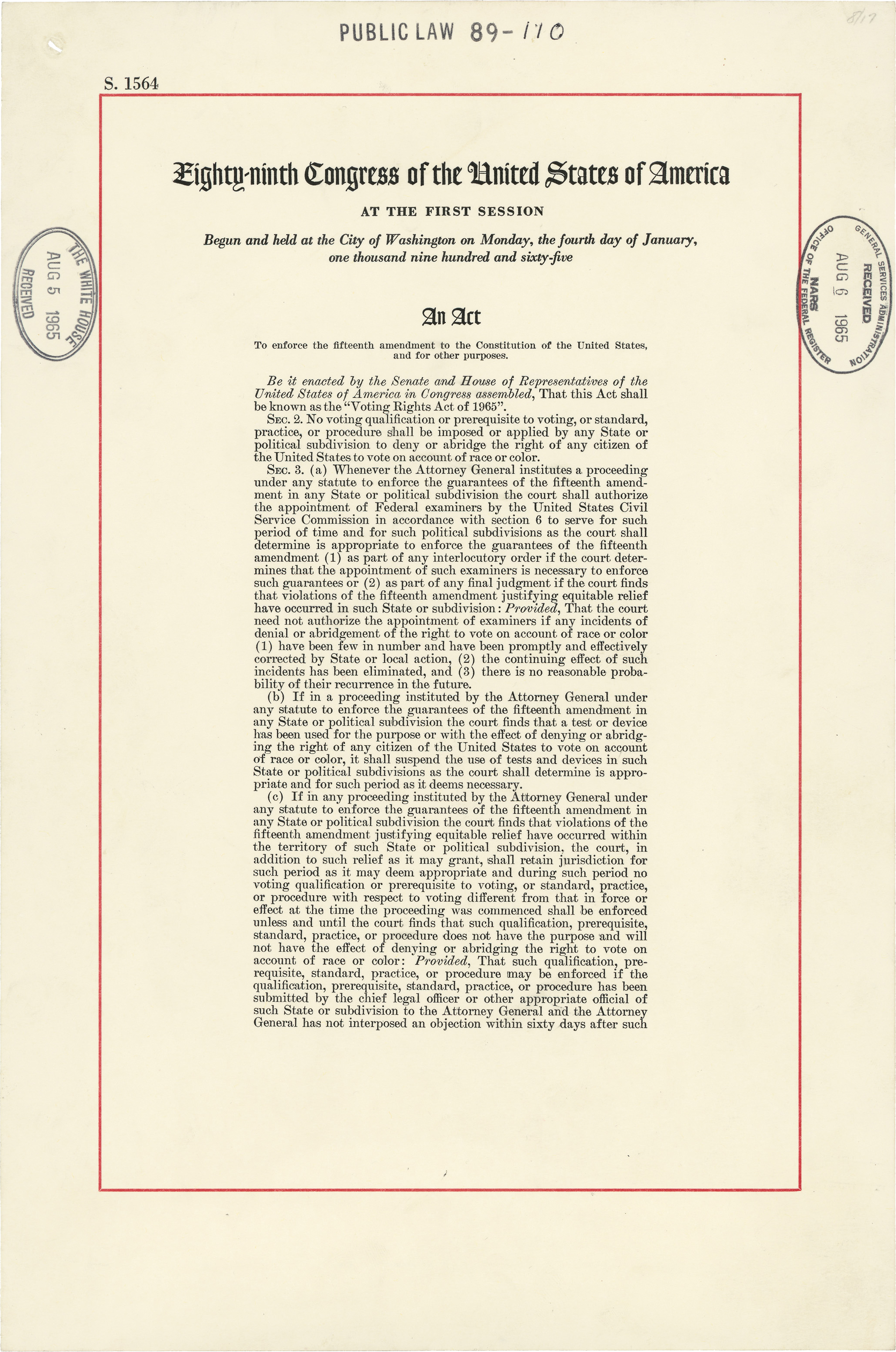
1965年投票家法の第1ページ

この法には2種類の条項が含まれている。すなわち全国的に適用される「一般条項」と、特定州や地方政府にのみ適用される「特殊条項」である:1。大半の条項は、人種および言語的少数者の投票権を保護するために考案されている。「言語的少数者」という言葉は、「アメリカン・インディアン、アジア系アメリカ人、アラスカ先住民、あるいはスペインの血筋を引く者」を意味している。この法の条項は、多くの司法の解釈や議会の修正で変更を与えられてきた。

### 一般条項

#### 差別的選挙法の一般的な禁止
第2節は、いかなる司法管轄区域も「投票の資格付けあるいは投票に先立つ要件判断あるいは標準・手段あるいは手続きを実行し、人種・肌の色・言語的少数者という状態を理由として投票権を否定し、あるいは剥奪する」ことを禁止している:37。最高裁判所は、民間の原告がこの禁制を強制するために訴訟を起こすことを認めている:138。1980年の「モービル市対ボールデン事件」では、この法が1965年に法制化された時に、第2節は単純に憲法修正第15条を言い直しただけであり、差別の目的で意図的に実行されあるいは維持されている投票法のみを禁じたと裁定した　:60–61。1982年、議会は第2節を修正して「結果試験」を創設し、投票法が意図的に差別目的で実行されあるいは維持されているかに拘わらず、差別の「効果」がある投票法を禁じた:3。1982年改訂は、結果試験であっても、保護された少数集団が比例代表を選出する権利を保障するものではないこととした。
ある司法管轄区域の選挙法がこの一般条項に違背しているかを判断するとき、裁判所は1982年改訂に付随した上院司法委員会の報告書に挙げられた要素（上院要素）に依存してきた。それは次のものである。
1. 投票権に影響する司法管轄区域における公式の差別の歴史
2. その司法管轄区域において投票が人種で2極化されている程度
3. その司法管轄区域が過半数投票要件を使用している程度。通常大きな選挙区であり、投票時の差別の機会を強める傾向にある「黒点投票」 (bullet voting) などの仕組みを禁止するものである
4. 少数派の候補者が司法管轄区域の候補者選択過程があるとして、それへのアクセスを否定されるか
5. その司法管轄区域の少数派が教育・雇用・医療など社会経済的分野で差別されている程度
6. 政治的運動において、公然のあるいは微妙な人種的アピールが存在するか
7. 少数派の候補者が選挙に勝てる程度
8. 当選した役人が少数派集団の関心事に反応しない程度
9. 異議申し立てされる法に対する政策の公正化が弱いものであるか

この報告書は、これら要素の全てあるいは過半数が選挙の道具に存在して差別に繋がっている必要はないことを示しており、またこのリストが完全なものではないことも示している。裁判所はその裁量で付加的な証拠を検討できる:344:28–29。
第2節は、2種類の差別を禁じている。すなわち「投票の否定」と「投票の弱体化」であり、否定とはある人が票を投じる機会を否定されるか、その票が適切に数えられないこと、弱体化とはある人物の票の実質的な強度が減ずることである:691–692。第2節に関わる訴訟の多くは投票の弱体化に関わり、特に司法管轄区域の選挙区割り計画あるいは、全体選挙区/中選挙区の利用で、少数派有権者が好む候補者を選出するだけの票を集められないということである:708–709。中選挙区の選挙は、団結した多数派集団が司法管轄区域の全ての議員を当選させることで、少数派有権者の投ずる票の強さを弱めることができる:221。選挙区割り計画は、少数の地区に多くの少数派者を「詰め込む」か、多数の地区に少数の少数派者を置くことで少数派集団を「割る」かによって、少数派の票の効率を悪くするよう区割りを変えることである。
「ソーンバーグ対ジングルズ事件」(1986年)では、最高裁判所が「潜水を通じた票の弱体化」という言葉を使って、ある司法管轄区域が全体選挙区/中選挙区制度の利用あるいは選挙区割り再編計画によって、少数派のの票を弱体化したという主張を説明しており、そのような主張を第2節の下で評価する法的な枠組みを作った。「ジングルズ」試験の下で、原告は下記3つの前提条件の存在を示す必要がある。
1. 人種的あるいは言語的少数者集団が、「小選挙区において多数を形成できる数があり纏まっている」
2. 少数派集団が「政治的に団結している」（すなわち集団の構成員が同じ投票を行う傾向にある）
3. 「1つのブロックとして十分な多数派の票が、通常は少数派の好む候補者を負かすことなる」[63]:50–51

第1の前提条件は「纏まり」要件と呼ばれ、多数派・少数派選挙区（選挙区の有権者の半数以上が少数派人種または民族である選挙区）が創設されるかに関わっている。第2と第3の前提条件は2つ合わせて「人種で2極化された投票」あるいは「人種ブロック投票」要件と呼ばれ、異なる人種集団の投票パターンが互いに異なるかに関わっている。ある原告がこれら前提条件の存在を証明するならば、その原告はさらに残りの上院要素やその他の証拠を使い、「状況の全体性」の下で、その司法管轄区域の再地区割り計画あるいは全体/中選挙区の選挙が少数派集団の能力を消して、その選ぶ候補者を選出させないことを、示さねばならない:344–345。
その後の訴訟で「潜水を通じた票の弱体化」の輪郭をさらに定義することになった。「バートレット対ストリックランド事件」(2009年) で、最高裁判所は、第1の「ジングルズ」前提条件は、少数派集団の大きさが地区で多数派を形成するほど大きくなくとも、多数派集団の中から「垣根を越えた」票を得ることで好みの候補者を当選させられる程度に大きいならば、原告がその司法管轄区域の中における潜水クレームをやり遂げることができない場合のみ満足され得ると裁定した:A2。対照的に最高裁判所判決は、異なる保護された少数派集団が連衡として「ジングルズ」前提条件を集合的に満足できるかについて述べておらず、下級審はこの問題について判断が分かれた。
最高裁判所は「ジョンソン対ド・グランディ事件」(1994年)で、「状況の全体性」試験に関する追加的ガイドを与えた。「ジングルズ」前提条件3個の存在は、特に選挙区再編成計画に異議申し立てする訴訟において他の要素がそのような判断に対して重きをなす場合、潜水を通じた投票の弱体化の可能性を証明するには不十分である可能性があることを強調した。特に、裁判所は、「ジングルズ」前提条件3個が満足される場合であっても、ある司法管轄区域は、その選挙区再編成計画に少数派集団の人口に応じた多くの多数派・少数派地区を含む場合は、投票の弱体化にはならないと裁定した。この判断は、第2節が司法管轄区域に多数派・少数派地区の数を最大にすることを求めてはいないことを明らかにした。この意見は多数派・少数派地区の比率を区別してもおり、第2節が明確には少数派に保証していない選挙「結果」の比率から、彼らの選ぶ候補者が当選する比例的「機会」を持たせられるものである:1013–1014。
3番目の「ジングルズ」前提条件に関する問題が未解決のまま残っている。「ジングルズ」で最高裁判所は、人種的多数派のメンバーが人種の問題をもとに投票に動機づけられ、支持政党など人種が重なるかもしれない検討項目に基づいていないので、ブロックとして投票することを原告が証明しなければならないかについて、判断が分かれた。裁判所の絶対多数は、そのような証拠を求めることが、議会の第2節を「結果」試験とする意図に反することになると言っているが、ホワイト判事は、その証拠が選挙の計画が「人種的」差別に繋がることを示すために必要であると主張した:555–557。「ジングルズ」以降、下級裁判所はこの問題の判断が分かれている。
第2節の訴訟の大半が潜水を通じた投票弱体化の主張に関するものだったが:708–709、裁判所はこの条項の下で他の種の投票弱体化についても検討してきた。「ホルダー対ホール事件」(1994年) で、最高裁判所は、少数派の投票が小さな大きさの政府、例えば委員1人の郡政委員会で弱体化されたというクレームは、第2節の下では訴えられないと裁定した。多数判事は、政体にとって画一でなく、弱体化は行わない「ベンチマーク」の大きさが存在しており、第2節の下で救済を不可能にしていると、理由づけた。別の種の投票弱体化は、ある候補者が過半数選挙で選ばれるという司法管轄区域の要件から生じるかもしれない。過半数選挙要件では、少数派集団の選んだ候補者が単純に最大多数票を得たとしても、決選投票では多数派が別の候補者で結束すれば落選することになる。最高裁判所は、そのようなクレームが第2節の下で訴えられるかは検討しておらず、下級審は同じ問題で異なる判断をしている。
投票の弱体化についてのクレームに加えて、裁判所は第2節の下に持ち出された投票否定のクレームも検討してきた。1974年の「リチャードソン対ラミレス事件」では、最高裁判所が、重罪による投票権はく奪法は第2節に違背していないと裁定した。理由はいろいろあるが、憲法修正第15条の第2節はそのような法を許容しているからだった:756–757。ミシシッピ州の連邦地区裁判所は、ある人が州の選挙と地方の選挙で別々の有権者登録を必要とする「二重登録」システムが、上院要素に照らして人種的に異なる効果を持つならば、第2節に違背する可能性があると裁定した:754。2013年から、連邦裁判所下級審は第2節の下に持ち出された有権者ID法に対する様々な異議申し立てを検討し始めている。

#### 具体的な禁止法
この法には個人の有効な票を投ずる能力を阻害するかもしれない行為について、幾つか具体的な禁止事項を含んでいる。それらの1つが第201節に述べられており、いかなる司法管轄区域も個人が有権者登録あるいは票を投じるために「試験あるいは仕組み」に適合することを求めるのを禁じている。「試験あるいは仕組み」という言葉は、識字試験、教育または知識の要件、道徳的に良い性格の証拠、ある人が投票する時に受け合う要件として定義されている。この法が法制化される以前、それらの仕組みは、司法管轄区域が人種的少数者投票を阻止するために使われる主要な方法だった。当初、法は第4節(b)の公式範囲に入る司法管轄区域で、一時的に試験あるいは仕組みを中断させたが、議会はその後この禁止事項を全国に拡大し、恒久的なものに拡張した:6–9。それに関連して第202節では、司法管轄区域が個人に大統領選挙における投票の有資格者となるまでに30日以上の居住期間を求める「居住期間要件」を課することを禁じている:353。
第11節には、他にも有権者に対する保護が幾つか含まれている。第11節(a)は、如何なる者も法表見性の下で、資格ある人の投票あるいは資格ある有権者の票を数えることを拒みあるいはさせないことを禁じている。同様に第11節(b)は、如何なる者も他の者が投票するあるいは投票としようとするのを怯えさせ、嫌がらせを行いあるいは強制することを禁じている。第11節の2つの規定は不正選挙に言及している。第11節(c)は、連邦の選挙で投票するために偽りと知りながら有権者登録申請書を提出することを禁止し、第11節(e)は、連邦の選挙で二重投票することを禁止している:360。
最後に第208節の下で、ある司法管轄区域は、英語を話せない者、あるいは障害のある者が、その人の選んだ助手によって投票箱のところまで連れて行ってもらうことを妨げてはならないとしている。この唯一の例外は、助手となる者がその人の雇用者あるいは組合の代理人であってはならないということである:221。

#### 組み込み
第3節(c)には、「組み込み」すなわち「ポケット・トリガー」を含めている。それによって第4節(b)の公式範囲に入らなかった司法管轄区域が事前点検の対象になることである。この規定の下で、ある司法管轄区域が憲法修正第14条あるいは同第15条に侵害して、有権者に対する人種的差別を行うならば、裁判所はその司法管轄区域に対して、連邦政府が予め承認した選挙法に将来的に変更することを命じることができるとしている:2006–2007。裁判所は憲法修正第14条と同第15条で、意図的な差別のみを禁じていると解釈したので、原告がその司法管轄区域は差別を目的として投票法を実行しあるいは運営していることを証明するならば、裁判所がその司法管轄区域を組み込むことができる:2009。
第3節(c)には、独自の事前点検の事項を含み、幾つかの点で第5節の事前点検とは異なっている。ある司法管轄区域が第4節(a)に従って対象から外されるときまで、範囲に入っていた司法管轄区域に適用される第5節の事前点検とは異なり、組み込まれた司法管轄区域は裁判所が命じている限り事前点検の対象のままとなる。さらには、裁判所がその司法管轄区域に、特定の種類の投票の変更のみを事前点検することを求めることもできる。例えば、1984年のニューメキシコ州の組み込みは、10年間適用され、選挙区再編成計画にのみ事前点検を求められた。これは第5節の事前点検とは異なっている。つまり第5節では、その投票法の変更の全てに事前点検を求めているからである:2009–2010。
この法の成立後の初期、第3節(c)はほとんど使われなかった。1975年まで組み入れられた司法管轄区域は無かった。1975年から2013年、18の司法管轄区域が組み込まれており、内訳は地方政府16か所と、アーカンソー州およびニューメキシコ州だった:1a-2a。最高裁判所は「シェルビー郡対ホルダー事件」（2013年）で第4節(b)の公式範囲を違憲であると裁定したが、第3節(c)を違憲とはしなかった。それ故に、司法管轄区域は組み込まれ続ける可能性があり、第3節(c)の事前点検の対象となる。「シェルビー郡対ホルダー事件」判決の後、裁判所は司法長官やその他原告から要請があった、テキサス州とノースカロライナ州の組み込みの検討を始めた。2014年1月、連邦裁判所はアラバマ州エバーグリーンを組み込んだ。
第3節(a)には、連邦監察官証明につきもののより狭い組み込み手続きを掲載している。この条項では、連邦裁判所が、範囲に入っていないある司法管轄区域は憲法修正第14条と同第15条によって保証される投票権を侵害していると判断した場合に、連邦監察官を受け入れるためにそれを審査できるとしている。第3節(a)の下で連邦監察官を受け入れるために審査された司法管轄区域は、事前点検の対象にはならない:236–237。

### 特殊条項

#### 公式範囲
第4節(b)には、「公式範囲」が入っており、どの州と地方政府がこの法の特殊条項の対象となるかを決めている。ただし、第203節(c)の2言語選挙要件は異なる形式であり例外である。議会は、以前に最も広く差別を行っていた司法管轄区域を含むように、この公式範囲を使うことを意図した。この範囲に含まれる司法管轄区域は以下のものである。
1. 1964年、1968年、あるいは1972年の11月1日時点で、その司法管轄区域が有権者登録と投票を行う機会を制限するために、「試験あるいは仕組み」を使っている
2. 1964年、1968年、あるいは1972年の11月1日時点で、司法管轄区域の資格ある市民の半数未満しか有権者登録されていない。あるいは、1964年、1968年、あるいは1972年の大統領選挙で、資格ある市民の半数未満しか投票していない

公式範囲は、当初法制化された時点で1964年11月という検討開始の日付のみを含んでいた。その後の法の改訂で、1968年11月と1972年11月という開始日付を補い、多くの司法管轄区域が範囲に入るようになった。範囲に入るかを決める目的で、「試験あるいは仕組み」という言葉には、第201節によって全国的に禁じられた4つの仕組みを含むようになった。すなわち、識字試験、教育あるいは知識の要件、道徳的に良い性格の証明、ある人が投票する時に受け合う要件である。第4節(f)(3)でさらに1つの仕組み、すなわち、ある司法管轄区域で、有権者年齢の人口の5%以上が少数言語集団に属しており、規制や選挙の資料が英語でのみ提供されているやり方や要件が定義された。公式範囲が適用される司法管轄区域の種類は州と州の「政治的小区分」である:207–208。第14節(c)(2)は、「政治的小区分」として各州の郡、ルイジアナ州のパリッシュ（郡）、あるいは「有権者登録を行う州の他の小区分」とされた。
公式範囲はその歴史を通じて、特定の司法管轄区域を選び出し、その多くがディープサウスのものだったので、議論の対象となってきた。2013年の「シェルビー郡対ホルダー事件」で、最高裁判所判決は、公式範囲に使われた基準が時代遅れであり、その結果平等な州の主権と連邦主義の原則に違背しているとして、違憲であるとした。第5節事前点検要件など公式範囲に依存する他の特殊条項は、有効な法のままである。しかし、有効な公式範囲が無い状況で、これらの規定は強制できない。

#### 事前点検要件
第5節は、範囲に入った司法管轄区域がその選挙法を変更する前に、「事前点検」と呼ばれる連邦政府の承認を得ることを求めている。範囲に入った司法管轄区域は、その変更が人種や言語の少数派という状態を元に差別を与える目的ではないことを示すという負荷がある。もしその司法管轄区域がこの要件に合わなければ、連邦政府は事前点検を否定し、その司法管轄区域の変更は効力を生まない。最高裁判所は、1969年の「アレン対州選挙委員会事件」で、第5節の範囲を広く解釈し、ある司法管轄区域の投票法における変更が小さなものであったとしても、事前点検のために提出されねばならないと裁定した。また、ある司法管轄区域が投票法の変更の事前点検に失敗した場合、民間人の原告が、3人の判事がいる原告が住む地方の裁判所にその司法管轄区域を訴えることができるとも裁定した。これら第5節の「執行」において、裁判所はその司法管轄区域が範囲に入る投票法の変更を行ったのかを検討し、そうなっておれば、その変更が事前点検されたかを検討する。その司法管轄区域が事前点検を適切に実行できなかった場合、裁判所はその司法管轄区域に変更を実行するまえに事前点検を得るよう命令することになる。しかし、その変更が承認されるべきかについてその利点を検討する必要はない:128–129:556:23。
司法管轄区域は「管理的事前点検」あるいは「司法的事前点検」の手続きのいずれかを通じて、事前点検を受けることができる。ある司法管轄区域が管理的事前点検を求めるならば、司法長官は、提案された変更が差別を目的とする効果があるかを検討することになる。司法管轄区域が提案する変更を提出した後、司法長官はそれに異議をさしはさむために60日間の猶予を与えられる。この60日間は、その司法管轄区域が追加情報を提出した場合に、さらに60日間延長できる。司法長官が異議を唱えた場合、その変更は事前点検を通らず、変更を実行できない:90–92。司法長官の判断は司法審査の対象とはならないが、司法管轄区域は独自に司法的事前点検を求めることができ、裁判所はその裁量で司法長官の判断を無視することができる:559。ある司法管轄区域が司法的事前点検を求める場合、ワシントンD.C.地区裁判所で司法長官に対する宣言的判決を求めなければならない。3人の判事によるパネルが、その投票法の変更が差別目的あるいは効果があるかを検討し、その判断で敗訴した側は直接最高裁判所に控訴できる。民間人は司法的事前点検の訴訟に干渉することができる:476–477:90。
最高裁判所は幾つかの事件で、第5節を対象として「差別効果」や「差別目的」の意味を問うてきた。「ビアー対アメリカ合衆国事件」（1976年) では、禁止された差別効果があるとされた投票法の変更にとって、「退行」にならなければならないと裁定した。この基準の下で、差別を生んだが、変更が行われる前よりも「強い」差別にならない投票法の変更は、差別的効果があったとしても事前点検で否定されない:283–284。例えば、人頭税を同じくらい費用の掛かる有権者登録費で置き換えた場合、それは同等の差別を生むがそれ以上ではないので「退行」的変更ではない:695。裁判所は、この法について上院報告書に頼り、退行基準は、第5節の目的が「（少数派の政治参加で大きく得られる利点が）新しい差別方法によって破壊されるべきではない」ということなので、「差別効果」という言葉の正しい解釈であると理由づけた:140–141。この退行基準は、投票法の変更が投票の拒否あるいは投票の弱体化に繋がるとされるかに拘わらず適用される:311。
2003年、最高裁判所は「ジョージア州対アシュクロフト事件」で、新しい選挙区再編成計画が少数派・多数派地区の数を減らすからと言って、退行的効果があると、裁判所は判断すべきではないと裁定した。最高裁判所は、少数派集団が大きくて選挙結果に影響を与えることができる（ただし決定的にはならない）「影響地区」の数を増やしているかなど、「状況の全体性」の下に、判事は様々な要素を分析すべきである、と強調している。2006年、連邦議会は第5節を修正し、「（保護された少数派の）好む候補者を選ぶ能力を減ずることは、第5節の意味の中で投票する権利を否定あるいは制限することである」と、明確に述べることで、この判断を覆した。この文章が正確に意味しているところと、裁判所が如何にそれを解釈するかについて、曖昧さが残っている:551–552, 916。
2000年以前、第5節の「差別目的」という言葉は差別的目的を意味すると解釈されており、差別が違憲であるかどうか判断するために使われるのと同じ基準である。2000年の「リノ対ボージャー郡教育委員会事件」で、最高裁判所は退行基準を拡張し、第5節の下で「差別目的」のある投票法の変更について、その変更は「退行的」目的のために実行されなければならなかったと裁定した。それ故に、保護された少数派に対して差別を意図した投票法の変更は、その変更が既存の差別を増加させることを意図していない限り、第5節の下で許容される:277–278。連邦議会は第5節を修正し、「目的」とは「差別目的」を意味すると明確に定義することで、「リノ対ボージャー郡教育委員会事件」の判断を覆した:199–200, 207。

#### 連邦検査官と監察官
投票権法の2006年改訂まで:50、第6節は、ある司法管轄区域の有権者登録機能を監督する「連邦検査官」の指名を認めていた。連邦検査官は司法長官が次のいずれかを認証したときに範囲に入った司法管轄区域に指名され得る。
1. 司法省が、範囲に入っている司法管轄区域について人種あるいは言語の少数派であることを元に住民の投票権を否定するという苦情を20件以上受け取った
2. アメリカ合衆国憲法第14条と同第15条で保証される投票権を執行するために、連邦検査官の任命が必要である[94]:235–236

連邦検査官は有権者を登録し、有権者登録申請書を検査し、有権者名簿を維持する権限がある:237。連邦検査官に関する規定の目的は、登録官が資格付けた申請書を拒み、有権者名簿から資格ある有権者を外し、人が登録できる時間を制限するなど、有権者登録の過程で差別的な行動に携わることで、保護された少数派の投票権を司法管轄区域が否定することを防止することである。連邦検査官は投票権法が法制化された直後の時代には広範に利用されたが、その重要性は時代とともに小さくなった。1983年、連邦検査官がある人物の有権者登録をしたのが最後の年となった。2006年、議会はこの規定を撤廃した:238–239。
投票権法の当初の枠組みの中で、連邦検査官に認証された司法管轄区域において、司法長官はさらに「連邦監察官」の指名を求めることができた。2006年までに、連邦検査官の規定は連邦監察官指名のための手段としてのみ使われていた:239。議会が2006年に連邦検査官規定を撤廃したとき、検査官を指名するために使われたのと同じ認証指標を満足する司法管轄区域に、連邦監察官を指名できるよう第8節を改定した:50。
連邦監察官は、選挙のときに投票所で選挙事務を行う者と投票者の行動を観察し、選挙役人が選挙人名簿を作成するのを観察する任務がある:248。連邦監察官既定の目的は、選挙役人が、資格ある少数派の者が票を投ずる権利を否定したり、選挙日に有権者に脅しを掛けあるいは嫌がらせをしたり、不適切な票の計数を行うというような選挙過程での差別的行為の例を防止し、文書化することで、少数派有権者の参加を促すことである:231–235。連邦監察官が文書化する差別行動は、その後の執行のための訴訟で証拠としても機能する:233。1965年以後、司法長官は11州の153地方政府を認証したが、時間と資源の制約もあったので、連邦監察官が選挙ごとに全ての認証された司法管轄区域に指名されたわけではなかった:230。別の規定により、認証された司法管轄区域はその認証を「外す」ことも可能である。

#### 救済措置
第4節(a)の下で、範囲に入った司法管轄区域は「救済措置」と呼ばれる手続きで範囲からの除外を求めることができる。除外と認められるために、範囲に入った司法管轄区域は、救済される資格のある連邦地区裁判所の3人の判事によるパネルから宣言的判決を得る必要がある。投票権法が法制化された当初、範囲に入った司法管轄区域は、救済申請に先立つ5年間で差別目的あるいは効果を出して、試験あるいは仕組みを用いていない場合は救済される資格があった:22, 33–34。それ故に、1967年に救済を申請したある司法管轄区域は、少なくとも1962年から試験あるいは仕組みを悪用してこなかったことを証明する必要があった。1970年まで、この規定が事実上、範囲に入った司法管轄区域に、法が5年前の1965年に法制化される前から、試験あるいは仕組みを悪用してこなかったことを証明することを求めていた:6。そのために多くの司法管轄区域は救済されることが不可能だった:27。しかし、第4節(a)は、範囲に入った司法管轄区域がいかなる方法でも差別や他の目的で試験あるいは仕組みを使うことを禁じている。よって当初の法の下で、単純にこの規定を満足すれば、範囲に入った司法管轄区域は1970年に救済される資格があることになる。しかし、1970年と1975年に特別条項を拡大するために法を改定する過程で、議会は範囲に入った司法管轄区域が試験あるいは仕組みを使わなかった期間を10年間に延長し、さらに17年間に延ばした:7, 9。これらの延長で、司法管轄区域が1965年に法制化される前から試験あるいは仕組みを悪用してこなかったことを証明することを求める規定が有効であり続けている。
1982年、議会が第4節(a)を改訂し、救済を2つの方法で容易に行えるようにした。先ず、ある州が範囲に入っている場合、州が救済される資格が無い場合でも州内の地方政府は救済されるとした。次に17年要件を新しい基準で置き換えることで救済資格の指標を緩和した。すなわち範囲に入っている司法管轄区域はその救済申請の前10年間で次のことを証明すれば救済されるとした。
1. その司法管轄区域が差別目的あるいは効果で試験あるいは仕組みを使っていなかった
2. その司法管轄区域が人種あるいは言語の少数派状態をもとに投票権を否定あるいは制限したと、いかなる裁判所も判断しなかった
3. その司法管轄区域が事前点検要件を満足している
4. 連邦政府がその司法管轄区域に連邦検査官を送らなかった
5. その司法管轄区域が差別的選挙法を廃止した
6. その司法管轄区域が有権者威嚇を排除するための前向きの手段を取っていることと、保護された少数派のために投票機会を拡張している

さらに、議会は司法管轄区域に少数派の登録と投票率の証拠を生むために救済措置を求めるよう要求した。これにはこれらの比率が時代とともにどのように変化したか、多数派の登録と投票率との比較で示すことを含んでいる。範囲に入っている司法管轄区域が救済される資格があると裁判所が判断した場合、その司法管轄区域のために宣言的判決を出すことになる。裁判所は、その後の10年間その司法管轄区域を監視し、仮に投票差別に関わったと判断したときは、範囲に戻るよう命令することができる:22–23。
救済資格基準について1982年改訂は、1984年8月5日に有効となった。この日から2013年までに、38回の救済措置を通じて196の司法管轄区域が救済された。そのそれぞれに、司法長官が救済要請に同意した:54。発効から2009年までに、救済された全ての司法管轄区域がバージニア州にあった。2009年、「ノースウェスト・オースティン市営ユーティリティ第1地区対ホルダー事件」 に対して最高裁判所が意見表明した後、テキサス州の市営ユーティリティ管轄区域が救済された。その意見は、有権者登録を行わない地方政府は救済される能力があるというものだった。この裁定後、最高裁判所が2013年に「シェルビー郡対ホルダー事件」で公式範囲は違憲であると裁定するまで、少なくとも20の救済措置が行われた:54。
別の条項で、範囲に入っている司法管轄区域が連邦監察官を受け入れるべく認証されていた場合に、その認証から救済されることを認めた。第13節では、司法長官が、(1)司法管轄区域の少数派有権者年齢人口の50%以上が有権者登録され、(2)住民が投票差別を受けていると考えられるそれなりの理由が無い場合に、その認証を停止することができるとしている。代案として、ワシントンD.C.の地区裁判所がその認証の停止を命令することもできる:237, 239。

#### 2言語選挙要件
2つの規定により、特定の司法管轄区域は複数言語で有権者に選挙の資料を備えることを求めている。第4節(f)(4)と第203節(c)である。このどちらかの規定に該当する司法管轄区域は、有権者登録資料、投票用紙、注意書き、説明書など選挙に関する全ての資料を、その区域に住む少数言語集団が理解できる言語で準備しなければならない:209。これら規定で保護される少数言語集団には、アジア系アメリカ人、ヒスパニック、アメリカン・インディアン、アラスカ先住民が含まれる。議会は言語障壁を列挙し、保護される集団に対して広く行われている言語差別と闘うための規定を法制化した:200, 209。
第4節(f)(4)は、投票年齢人口の5%以上が単一少数言語集団に属すると、第4節4(b)の公式範囲によって定義される司法管轄区域に適用される。第203節(c)は、第4節(f)(4)の公式範囲とは異なる公式範囲を含んでおり、それ故に第203節(c)のみで範囲に入る司法管轄区域は法の他の規定、例えば事前点検要件に該当しない。第203節(c)の公式範囲は、次の条件に該当する司法管轄区域に適用される。
1. 単一言語的少数者が存在し、英語を話せない人の比率が全国平均より高い場合
2. 次のいずれか

第203節(c)の「英語にある程度堪能な者」とは、「選挙の過程に参加できるほど適切に英語を話し理解することができない」者と定義している:223。どの司法管轄区域が第203節(c)の指標を満たすかの判断は、10年毎の国勢調査が終わった後の10年間に1回行われる。これらの時に、新しい司法管轄区域が範囲に入ることもあれば、その適用が終わる所もある。さらに、第203節(d)では、ある司法管轄区域が連邦裁判所で、区域内の少数言語集団の英語を話せない比率が全国平均よりも高いものがないことを証明すれば、第203節(c)の範囲から「救済」される:226。2010年国勢調査以降、25の州の150の司法管轄区域が第203節(c)の対象となっており、カリフォルニア州、テキサス州、フロリダ州の場合は州全体が範囲に含まれた。

## 影響

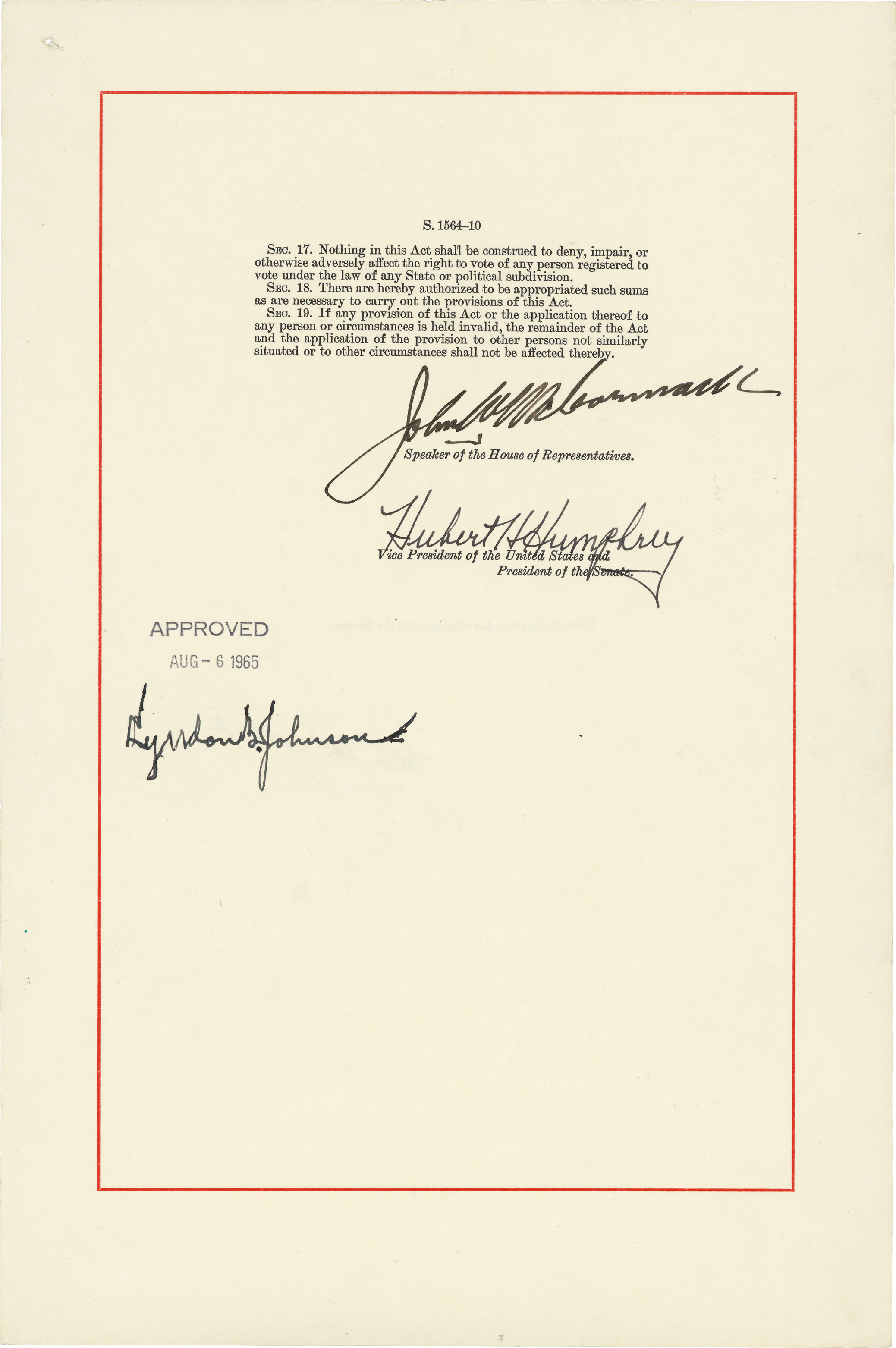
1965年投票権法の最終頁。署名はリンドン・B・ジョンソン大統領、上院議長ヒューバート・H・ハンフリー、下院議長ジョン・マコーマック

投票権法が1965年に法制化された後、即座に投票における人種差別を減らした。識字試験の停止と、連邦検査官および監察官の派遣で、人種的少数者のかなり多くの者が有権者登録できた:702。1965年には25万人近いアフリカ系アメリカ人が有権者登録を行い、その3分の1は連邦検査官によって登録された。範囲に含まれた司法管轄区域では、アフリカ系アメリカ人人口の3分の1足らず(29.3%)が、1965年に登録されていた。1967年までに、この数字は半分以上（52.1%）まで上昇し:702、南部州13州のうち9州ではアフリカ系アメリカ人住人の過半数が登録された。選挙で役人に選出されたアフリカ系アメリカ人の数も同様に増加した。1965年から1985年、元はアメリカ連合国に入っていた11の州で、州議会議員に選ばれたアフリカ系アメリカ人の数は、3人から176人に増加した:112。全国的に見て、役人に選出されたアフリカ系アメリカ人の数は、1970年の1,469人から、1980年の4,912人に増加した:919。2011年までに、その数は約10,500人となった。同様に、言語的少数者集団の有権者登録率は、1975年に議会が2言語選挙要件を法制化し、1982年にそれを修正した後に増加した。1973年、有権者登録したヒスパニックの比率は34.9%であり、それが2006年までに2倍近くになった。1996年に有権者登録していたアジア系アメリカ人の数は、2006年までに58%増加した:233–235。
この法は、少数者集団の投票箱へのアクセスを否定するように仕組まれた戦術との戦いに当初成功した後、人種的投票弱体化に挑戦する道具として圧倒的に使われるようになった:691。1970年代から、差別的併合、選挙区再編成計画、さらに大選挙区制度などの選挙法、決選投票要件、黒点投票の禁止など人種的少数者の投票の有効性を減らした投票法の変更にたいして、司法長官が、第5節の異議を共通して挙げた:105–106。1965年から2006年、全体で事前点検異議の81%（2,541件）が投票弱体化に基づいていた:102。第2節の下に持ち出されたクレームも、圧倒的に投票の弱体化に関するものだった:708–709。1982年に第2節結果試験が創られてから2006年までに、第2節による訴訟の少なくとも331件が、司法意見を出版する結果になった。1980年代、第2節訴訟の60%は、大選挙区選挙制度に異議申し立てをするものだった。1990年代、37.2%が大選挙区選挙制度に異議申し立てを行い、38.5%が選挙区再編成計画に異議申し立てを行った。全体で331件の訴訟の37.2%に原告が勝訴し、範囲に含まれた司法管轄区域に対する訴訟では、さらに大きな比率で勝訴した可能性がある:654–656。
人種的少数者に参政権を与えることで、この法は民主党と共和党の政治地図再編にも影響した。1890年から1965年、少数者から参政権をはく奪したことで、保守的南部民主党は南部政界を支配できた。民主党の大統領リンドン・B・ジョンソンが法に署名して法制化した後、新しく参政権を得た人種的少数者が、南部を通じてリベラルな民主党候補者に投票するようになり、南部の白人保守派は大挙して、支持政党を民主党から共和党に鞍替えするようになった:290。この2つの流れにより、2大政党は思想的に2極化され、民主党はよりリベラルに、共和党はより保守的になった:290。この潮流は2党間の競合も生み:290、共和党は南部戦略を実行することで時流に乗った。その後の時代に、多数派・少数派選挙区を創設することで人種的投票の弱体化を救済し、これらの展開に貢献した。リベラルな傾向にある人種的少数者を少数の多数派・少数派選挙区に詰め込むことで、その周辺の多数の選挙区はしっかりと白人、保守派、そして共和党が支配した。このことで、意図されたように人種的少数派の議員の数が増えた一方で、白人民主党の議員を減らし、全体として共和党議員を増やした:292。1990年代半ばまでに、この潮流は政界の再編に向かって行った。民主党と共和党はさらに思想的に分極し、リベラルな政党と保守的な政党として定義された。両党は南部での選挙の成功を競い合った:294。共和党が南部の政界の大半を支配するようになった:203。

## 合憲性

### 有権者資格の条項
投票権法の執行からの歴史の初期で、最高裁判所は、有権者の資格付けと投票への必要条件に関する幾つかの条項について、その合憲性を検討した。1966年の「カッツェンバック対モーガン事件」で、最高裁判所は、第4節(e)の合憲性を支持した。この節は、例えばプエルトリコの学校のように、スペイン語の使用が多いアメリカの学校で6年生の教育を受けた市民に、司法管轄区域が識字試験を行うことを禁じている。最高裁判所は、それ以前の1959年の「ラシター対ノーサンプトン郡選挙管理委員会事件」で、識字試験は憲法修正第14条に違背しないと裁定していたが、「カッツェンバック対モーガン事件」では、例えば投票権など憲法修正第14条に規定する権利を、連邦議会が強制できると裁定した。それは、そのような権利を侵害すると考える行動を禁止することで行え、その行動が個別には違憲ではない場合でもである:405–406:652–656。議会が1970年に第201節を法制化することで、識字試験や類似する仕組みの全てに全国的禁止を法制化した後、裁判所は1970年の「オレゴン州対ミッチェル事件」でその禁止を合憲と判断した。
「オレゴン州対ミッチェル事件」で、最高裁判所は、有権者の資格付けと投票の必要条件に関する、その他様々な条項の合憲性も検討した。如何なる州もまた地方司法管轄区域も、大統領選挙で住民の投票を認めるには、その領域内で30日以上の居住を求めることを禁じた第202節の合憲性も支持した。さらに、裁判所は、連邦選挙で投票可能な最低年齢を18歳まで下げる条項を支持したが、州の選挙で投票年齢を18歳まで下げるのは、議会がその権限を越えていると裁定した。これは翌1971年に批准が成立したアメリカ合衆国憲法修正第26条に先立つものだった。修正第26条では全ての選挙で、最低年齢を18歳まで下げた。「オレゴン州対ミッチェル事件」の判断では、最高裁判所は大きく分かれており、多数意見はその判断の論拠に合意しなかった:353:118–121。

### 第2節 結果試験
差別的選挙法に対する一般的禁止を含む第2節の合憲性は、最高裁判所からはっきりと説明されていない。第2節は1982年に修正され、方法が差別を目的として法制化されあるいは管理されているかによらず、差別的効果のある投票法を禁じている。この「結果試験」は、アメリカ合衆国憲法第14条と同第15条に対照され、そのどちらも差別を目的とした行為のみを直接禁止している。この相違がある下で、最高裁判所がアメリカ合衆国憲法第14条と同第15条を執行するために成立させた適切な立法として、第2節の合憲性を支持するか、さらにどのような論拠でそう判断するか、不明のままである:758–759。
1984年の「ミシシッピ州共和党執行部意見対ブルックス事件」では、最高裁判所は書面での意見無しに、下級審の第2節は合憲であるという判断を、略式で肯定した。その後の事件で、最高裁判所は書面の意見が無い以前の判断の1つを無視する傾向にあるが、下級審は最高裁判所の文書の無い略式肯定を、文書に残された最高裁判所判断と同等にくくられたものとして、敬意をもたねばならない。「ミシシッピ州共和党執行部意見対ブルックス事件」の判断もあり、第2節結果試験の合憲性はその後も下級審から異口同音に支持されている:759–760。

### 公式範囲と事前点検
最高裁判所は3つの裁判で第5節事前点検要件の合憲性を支持した。最初の試験は1966年の「サウスカロライナ州対カッツェンバック事件」であり、投票権法の法制化から約5か月後に結審したものである。裁判所は第5節が、憲法修正第15条を執行するために議会の権限を正しく使ったものであると裁定した。その理由として、広く行われていた人種差別の「例外的事情」と、差別を終わらせるために事件ごとの訴訟の不適切さと組み合わされ、事前点検要件を正当化したとしていた:334–335:76。裁判所は、1965年公式範囲の合憲性についても、「方法でも理論でも合理的であり」、救済条項が範囲に含まれるに値しない司法管轄区域を適切に救済するものであると述べた:330:76–77。
最高裁判所は再度「ローム市対アメリカ合衆国事件」(1980年)で事前点検要件を支持した。裁判所は、レコンストラクション修正条項を「適切な立法によって」執行するために議会が憲法による明確な権限をもっているので、投票権法は連邦主義の原則に違背しないと裁定した。また、第5節の「差別効果」条文も明確に支持し、憲法修正第15条が意図的な差別のみを直接禁じているのであっても、議会は司法管轄区域が意図的差別に関わっているリスクを緩和するために、意図されない差別を合憲で禁止できると述べた。最終的に、裁判所は1975年の第5節拡張を支持した。それは範囲に含まれる司法管轄区域で続いている差別の記録があったからだった。裁判所はさらに特殊条項の一時的な性格が第5節の合憲性に関係していることを示唆した:77–78。
最高裁判所が第5節を支持した最後の事件は1999年の「ロペス対モントレー郡事件」（ロペスII事件）である。ロペスII事件で、最高裁判所は「サウスカロライナ州対カッツェンバック事件」や「ローム市対アメリカ合衆国事件」の論拠を再掲し、範囲に含まれる司法管轄区域が投票法の変更を実行する前に事前点検を受けるという要件を合憲として支持した。この変更は親の州が実行を求めたものであり、親の州自体は範囲に含まれていなかった場合でもある:78:447。
第5節の2006年の拡張は、2009年の「ノースウェスト・オースティン市営ユーティリティ第1地区対ホルダー事件」で最高裁判所に異議申し立てが出された。その訴訟はテキサス州の市営水道地区から出された。水道地区は水道委員会のために選出された委員で構成されている。この地区は投票所を個人の家から公立学校に移そうとしたが、テキサスが「範囲」に入っている司法管轄区域だったので、その変更は事前点検の対象とされた。その地区は有権者登録を行っておらず、範囲から除外される資格のある「政治的小区分」として資格付けられるようには見られなかった。最高裁判所は、公式見解（裁判所の意見として纏められない部分）の中で、第5節は難しい憲法上の問題を提示したと示したが、第5節を違憲とは宣言しなかった。その代りに、この法は有権者登録を行わないものを含め、範囲に含まれる司法管轄区域が救済要件を満たすならば、事前点検の対象から除外されることを認めていると解釈した。
2012年11月9日、最高裁判所は、「シェルビー郡対ホルダー事件」で移送命令書を認め、「2006年に議会が、既に存在した第4節(b)の公式範囲の下で投票権法第5節を再承認した判断は、アメリカ合衆国憲法第14条と同第15条の下でその権限を越えており、同修正第10条（連邦主義の原則）と同第4条（州同士あるいは州と連邦政府の関係）に違背しているか」という問題を制限した。2013年6月25日、最高裁判所は、第4節(b)を違憲だと退けた。その論拠として、公式範囲は、憲法に保証される「州の平等な主権」と連邦主義の原則に違背しているとした。なぜなら公式範囲の州を扱う異なるやり方は、「現在とは論理的関係の無い40歳の事実に基づいて」おり、現在の需要に対応できないものにしている、というものだった。裁判所は第5節を無効と判断しなかったが、第4節(b)が無い場合、議会が新しい公式範囲を作らない限り、如何なる司法管轄区域も第5節事前点検の対象とならない。この判断が出た後、テキサス州、ミシシッピ州、ノースカロライナ州、サウスカロライナ州など、その全体あるいは一部が範囲に入っていた幾つかの州は、以前に事前点検を否定された法を実行した。このことで、第2節など、最高裁判所の判断で影響を受けなかった他の条項による、これら法に対する異議申し立てが新しく出された:189–200。

### 人種に関わる選挙区再編成
第2節と第5節が、保護された少数派の票を弱体化させるような選挙区の線引きを禁止しているのに対し、最高裁判所は幾つかの例で、アメリカ合衆国憲法第14条の平等保護節で保護された少数派のために選挙区の線引きを行わないように求めていると裁定した。裁判所は、「ショー対リノ事件」(1993) で初めて肯定的「人種に関わる選挙区再編成」の司法判断適合性を認めた。1995年の「ミラー対ジョンソン事件」では、司法管轄区域が新しい選挙区の線引きを決める時に、人種を「決定的な要素」として使った場合に、裁判所は選挙区再編成計画に憲法上の疑義があると説明した。人種を「支配的な」ものとする場合、その司法管轄区域は伝統的な選挙区再編成の原則よりも人種的な考慮に優先順位を置かねばならない。それには「纏まりの良さ、形状の連続性、（および）政治的小区分や現実的興味の共有で定義された地区に対する敬意」が該当する:916:621。もしある裁判所が、人種的な考慮が支配的であると判断するならば、その選挙区再編成計画は、「人種に関わる選挙区再編成」と見なされ、厳格審査の対象とされなければならない。これは、その計画が州の興味を強制するために狭く考案されたものであるときのみ、合憲として支持されることになる。1996年の「ブッシュ対ベラ事件」では:983、最高裁判所判事の多数が、第2節あるいは第5節を満足することは興味を強制することであると見なした。下級審はこれら2つの興味のみが人種に関わる選挙区再編成を正当化するものだとしている:877。

## 原註
1. ↑  「ジングルズ事件」で最高裁判所は、「ジングルズ」試験が、中選挙区の選挙が投票の弱体化に繋がるという主張に適用されると裁定した。後の「グロウ対エミソン事件」507 U.S. 25 (1993)では、「ジングルズ」試験が小選挙区配置を通じて選挙区再配置が票の弱体化に繋がるという主張にも当てはまると裁定した[62]:1006
2. ↑  The Courts of Appeals in the Fifth Circuit,[67] Eleventh Circuit,[68] and Ninth Circuit[69] have either explicitly held that coalition suits are allowed under Section 2 or assumed that such suits are permissible, while those in the Sixth Circuit[70] and Seventh Circuit[71] have rejected such suits.[17]:703
3. ↑  Courts of Appeals in the Second Circuit[74] and Fourth Circuit[75] have held that such proof is not an absolute requirement for liability but is a relevant additional factor under the "totality of the circumstances" test. In contrast, the Fifth Circuit has held that such proof is a required component of the third precondition.[17]:711–712[76]
4. ↑  The Court of Appeals for the Second Circuit held that challenges to majority-vote requirements under Section 2 are not cognizable,[79] while the Eastern District of Arkansas held the opposite.[17]:752–753[80]
5. ↑  最高裁判所はその後、代案として原告は州裁判所に第5節の執行を求めることができると裁定した[17]:534[101]